# Thanh Hóa (stad)
Thanh Hóa is een stad in Vietnam en is de hoofdplaats van de provincie Thanh Hóa. Thanh Hóa telt naar schatting 116.000 inwoners.